# Fázistranszfer-katalizátor
A kémiában a fázistranszfer-katalizátor (az angol phase transfer catalyst kifejezés rövidítésével PTC) olyan katalizátor, amely elősegíti egy reaktáns átjutását egyik fázisból abba a másik fázisba, amelyben a reakció végbemegy. A fázistranszfer-katalízis a heterogén katalízis egyik speciális esete. Az ionos vegyületek általában vizes fázisban oldhatók, de szerves fázisban – fázistranszfer katalizátor hiányában – oldhatatlanok. A fázistranszfer-katalízis arra a jelenségre utal, hogy fázistranszfer katalizátor hozzáadásának hatására nő a reakciósebesség.
A fázistranszfer katalizátorok segítségével gyorsíthatók a reakciók, nagyobb hozam vagy jobb kitermelés érhető el, csökken a melléktermékek száma, kiválthatók a drága vagy veszélyes oldószerek használata, melyek szükségesek lennének ahhoz, hogy egy fázisban lehessen oldatba vinni a reaktánsokat, és elkerülhető a drága kiindulási anyagok alkalmazása és/vagy minimálisra csökkenthető a hulladék problémája. A fázistranszfer katalizátorok különösen fontosak a zöld kémiában – mivel vizes oldatok használhatók, a szervesoldószer-igény csökken.
A közfelfogással szemben a fázistranszfer katalizátorok nem korlátozódnak hidrofil és hidrofób reaktánsokat tartalmazó rendszerekre. Fázistranszfer katalizátorokat esetenként folyadék-szilárd és folyadék-gáz reakcióknál is alkalmaznak. Mint az elnevezésből is következik, egy vagy több reaktánst másik fázisba visznek át, így egy fázison belül jelen lesz az összes reaktáns.

## A fázistranszfer-katalízis típusai
Anionos reaktánsok sokszor használt fázistranszfer katalizátorai a kvaterner ammónium- és foszfónium-sók. Elterjedt katalizátor például a benziltrimetilammónium-klorid és hexadeciltributilfoszfónium-bromid.
Az 1-brómoktán éteres oldatának vizes nátrium-cianid oldattal történő alifás nukleofil szubsztitúciós reakciója például nagyon nehezen megy végbe. Az 1-brómoktán rosszul oldódik a vizes cianid oldatban, a nátrium-cianid pedig nem oldódik jól éterben. Ha kis mennyiségű hexadeciltributilfoszfónium-bromidot adunk a rendszerhez, gyors reakció megy végbe, melyben nonil-nitril keletkezik:
C8H17Br(szerves)  +  NaCN(vizes) → C8H17CN(szerves)  +  NaBr(vizes)  (R4P+Cl− fázistranszfer katalizátor mellett)
A kvaterner kation segítségével a cianidion mintegy „átkel” a szerves fázisba.
További munkák bebizonyították, hogy számos ilyen reakció hajtható végre nagy sebességgel szobahőmérséklethez közeli hőmérsékleten, ha például tetra-n-butilammónium-bromid vagy metiltrioktilammónium-klorid katalizátort használnak benzol/víz rendszerekben.
Az alkalmazott kvaterner sók egyik alternatívája az alkálifém kationok hidrofób kationná alakítása. A kutatóintézetekben erre a célra koronaétereket használnak. A gyakorlati alkalmazásokban inkább polietilén-glikolokat részesítenek előnyben. Ezek a ligandumok beborítják az alkálifém (többnyire Na+ and K+) kationokat, nagy, liofil kationokat hozva így létre. Ezeknek a poliétereknek hidrofil „belsejük” – ebben található a fémion – és hidrofób külsejük van.

## Felhasználása
Az iparban széles körben használják a fázistranszfer katalizátorokat. A polikarbonát polimereket például savkloridokból és biszfenol-A-ból állítják elő. A foszfotioát-alapú peszticideket foszfotioátok fázistranszfer katalizátorral végzett alkilezéssel készítik. A fázistranszfer katalizátorok egyik bonyolultabb felhasználási lehetőségei közé tartoznak az aszimmetrikus alkilezések, melyeket kínafa-alkaloidokból származó királis kvaterner ammónium sókkal katalizálnak.

## Fordítás
- Ez a szócikk részben vagy egészben a Phase-transfer catalyst című angol Wikipédia-szócikk ezen változatának fordításán alapul.  Az eredeti cikk szerkesztőit annak laptörténete sorolja fel. Ez a jelzés csupán a megfogalmazás eredetét és a szerzői jogokat jelzi, nem szolgál a cikkben szereplő információk forrásmegjelöléseként.